# Zbór Kościoła Adwentystów Dnia Siódmego w Grudziądzu
Zbór Kościoła Adwentystów Dnia Siódmego w Grudziądzu – zbór adwentystyczny w Grudziądzu, należący do okręgu kujawskiego diecezji zachodniej Kościoła Adwentystów Dnia Siódmego w RP.
Nabożeństwa odbywają się w kaplicy przy ul. Piłsudskiego 109/1 każdej soboty o godz. 9.30.
Adwentyści istnieli w Grudziądzu od co najmniej 1923 roku. W 1923 roku zbór liczył piętnastu, w 1925 roku dziewiętnastu, a w 1928 trzynastu wyznawców.